# Comité Olímpico Finlandés

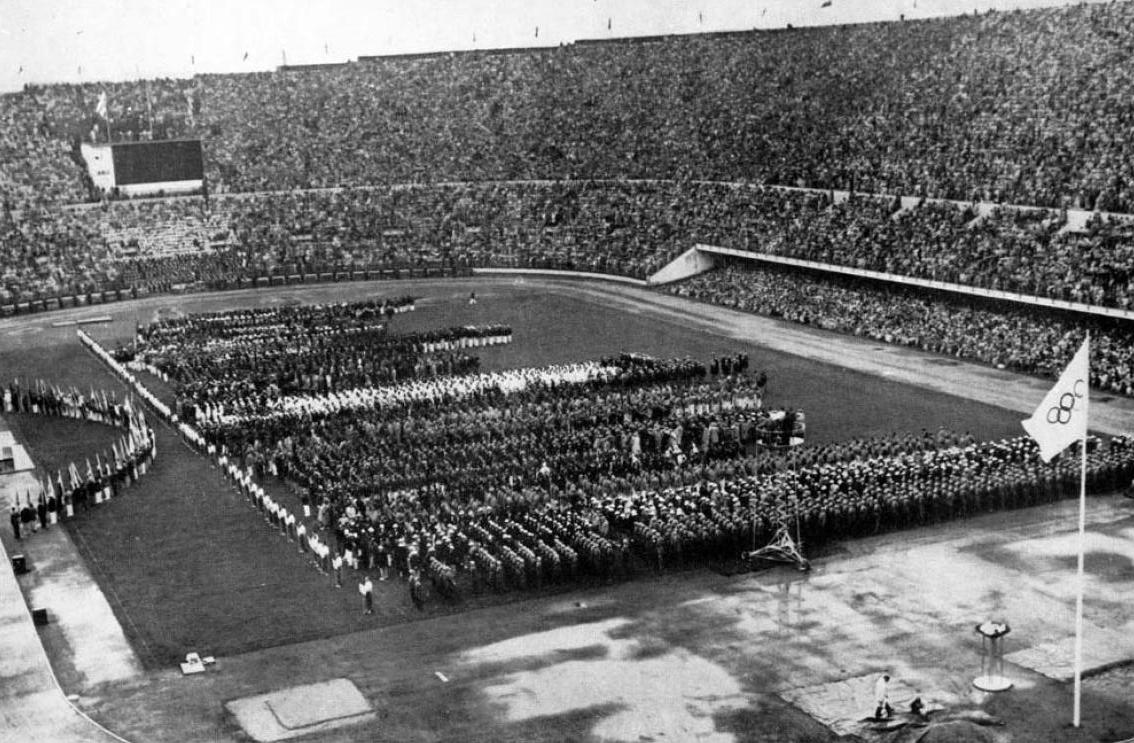
Acto olímpico en Finlandia.

El Comité Olímpico Finlandés (en finés: Suomen Olympiakomitea; en sueco: Finlands Olympiska Kommitté) es el comité olímpico nacional en Finlandia para los Juegos Olímpicos. Es una organización sin ánimo de lucro que selecciona los equipos y recauda fondos para enviar a los competidores olímpicos de ese país a los eventos organizados por el Comité Olímpico Internacional (COI).

## Presidentes
| Presidente                    | Plazo         |
| ----------------------------- | ------------- |
| Reinhold Felix von Willebrand | 1907-1919     |
| Ernst Edvard Krogius          | 1919-1929     |
| Kustaa Emil Levälahti         | 1929-1937     |
| Urho Kaleva Kekkonen          | 1937-1946     |
| Uuno Wilhelm Lehtinen         | 1946-1951     |
| Väinö Adolf Mathias Karikoski | 1951-1956     |
| Yrjö Armas Valkama            | 1956-1961     |
| Johan Wilhelm Rangell         | 1961-1963     |
| Akseli Kaskela                | 1963-1969     |
| Juhani Ahti Uunila            | 1969-1984     |
| Carl-Olaf Homén               | 1984-1988     |
| Tapani Ilkka                  | 1988-2004     |
| Roger Talermo                 | 2004-2012     |
| Risto Nieminen                | 2012-2016     |
| Timo Ritakallio               | 2016-presente |